# Poids dans l'eau
Pour les articles homonymes, voir Poids (homonymie).
Le poids dans l'eau (on dit aussi « poids sous l'eau ») est une méthode pratique de détermination du taux de matière sèche et de la teneur en fécule des pommes de terre. En effet, la teneur en amidon des tubercules varie en fonction de leur densité, plus celle-ci est élevée et puis la teneur en fécule augmente. La mesure du poids dans l'eau, c'est-à-dire en immersion dans l'eau, d'un lot de tubercules de poids connu (en principe 5000 g de pommes de terre sèches, ou 5050 g de pommes de terre humides) permet de connaitre la densité des tubercules à l'aide de tables préétablies.
Cette méthode est notamment utilisées par l'industrie de la féculerie pour déterminer le prix d'achat des pommes de terre livrées aux usines par les agriculteurs. La réglementation européenne exige par exemple que les pommes de terre féculières aient une teneur minimum de 13 % de fécule, déterminée par la méthode du poids dans l'eau.
Elle sert également dans l'industrie de la distillerie. Les variétés utilisées pour produire de l'alcool doivent contenir au moins 14 % de fécule.
Il existe des balances (balances de Parrow ou d'Eckert) qui sont graduées directement pour indiquer la teneur en fécule pour un lot de 5050 g de pommes de terre.

## Table de détermination de la teneur en fécule selon le poids spécifique
| Poids dans l'eau de 5 kg de pommes de terre [g] | Poids spécifique | Teneur en fécule [%] |
| ----------------------------------------------- | ---------------- | -------------------- |
| 235                                             | 1,0493           | 7,4                  |
| 340                                             | 1,0730           | 12,4                 |
| 580                                             | 1,1312           | 24,9                 |